# Conversazioni con Carlo Maria Martini
Conversazioni con Carlo Maria Martini è un saggio scritto da Eugenio Scalfari e da Vito Mancuso ed è stato pubblicato nel settembre del 2012, all'indomani della morte del cardinale, dalla Fazi editore nella collana Campo dei Fiori.

## Contenuti
Il libro raccoglie le conversazioni tra il giornalista e il cardinale avvenute dal 1996 al 2011 e pubblicate di volta in volta sul quotidiano. Gli argomenti trattati riguardano problemi e temi del mondo di oggi compresi quelli prettamente legati al tema della fede sui quali i due si trovano su posizioni opposte. Il cardinale e il giornalista laico sono infatti espressione di due mondi diversi, culturalmente e spiritualmente, ma esprimono anche due dimensioni, il credente e il non credente, che sono però dentro ciascuno a stimolare domande inquietanti proprio di chi è abituato all'esercizio del pensiero.
Li unisce un particolare modo di intendere il dialogo, come incontro di spiriti liberi, aperti alle posizioni degli altri per capire e non prevalere col proprio punto di vista secondo l'esperienza della Cattedra dei non credenti fatta dal cardinale quando era a Milano. È il metodo Martini che unisce l'esercizio del pensiero razionale con le ragioni del cuore mostrando che solo questi due elementi riescono a trasformare un incontro in un'espressione di spiritualità umana.
Il testo si struttura in una parte centrale (Conversazioni con Carlo Maria Martini di Eugenio Scalfari) che contiene le cinque conversazioni. Prima conversazione Roma, ottobre 1996 (Articolo: Il laico, il cardinale e il paese senza etica). Seconda conversazione Gallarate, 10 giugno 2009 (Articolo: Il cardinale Martini: 'Un concilio sul divorzio'). Terza conversazione Gallarate, 27 gennaio 2010 (Articolo: La Chiesa, il potere e il Grande Inquisitore). Quarta conversazione Gallarate, 10 maggio 2010 (Articolo: Ragionando con Martini di peccato e Resurrezione). Quinta conversazione Gallarate, 6 dicembre 2010 (Articolo: Il senso della vita nelle parole di Gesù).
La parte iniziale ha la premessa e l'introduzione (Le cose che ci tengono insieme) di Mancuso che comprende un'analisi del nostro tempo.
La parte finale ha una Lettera aperta al cardinale Martini dello stesso Mancuso, che è un atto di omaggio al padre spirituale e nello stesso tempo trae le conclusioni sul significato delle conversazioni e La preghiera del cardinale e quella di un laico di Scalfari, che è una meditazione sulla morte. Completa una sezione, In memoriam, con due articoli degli autori pubblicati il 1º settembre del 2012 (Un uomo di Dio di Vito Mancuso e La fede e il dubbio di Eugenio Scalfari).